# Ziegelei (Großmehring)
Ziegelei ist eine Einöde und ein Ortsteil der Gemeinde Großmehring im oberbayerischen Landkreis Eichstätt.

## Lage
Die Einöde liegt in der Südlichen Frankenalb etwa einen Kilometer nordöstlich von Großmehring am Westabhang des „Steinberges“, einem Ausläufer des Fränkischen Juras. Sie ist von der Ortsmitte aus über den Zieglerweg zu erreichen.

## Geschichte
Die Einöde entstand 1828, als der Großmehringer Leonhard Ernhofer das Gelände von der Gemeinde „auf ewige Zeiten“ pachtete und auf ihm innerhalb von zehn Jahren eine Ziegelei und eine Kalkbrennerei errichtete sowie einen Jura-Steinbruch in Betrieb nahm. Im Gemeindeverzeichnis von 1853 wird erstmals die Ziegelei genannt. 1867 bestand die Einöde aus fünf Gebäuden und zehn Einwohnern. Um 1900 waren hier etwa 50 Personen beschäftigt. 1905 wurden die Ziegelei und Kalkbrennerei aufgrund der wachsenden Konkurrenz von Großbetrieben aufgegeben. Der Steinbruch wurde ab 1937 verpachtet und bis 1970 ausgebeutet. Das „Ziegler“-Anwesen der Familie Ernhofer ist heute ein landwirtschaftlicher Betrieb.